# Foglaș, Bihor
Foglaș (în slovacă Fogaš, în maghiară Foglás) este un sat în comuna Suplacu de Barcău din județul Bihor, Crișana, România.
La recensământul din 2002 au fost înregistrate 209 persoane, dintre care 157 de etnie slovacă, 41 de români și 11 maghiari.
Satul dispune de o biserică romano-catolică, un muzeu sătesc, parc cu foișor-loc de relaxare, parc rustic cu mașini vechi, două parcuri de joacă pentru copii, un teren de fotbal cu iarbă sintetică,o capelă mortuară, cimitir romano-catolic și cimitir ortodox, cămin cultural (sală de evenimente), o clopotniță veche cu statueta Sfântului Anton, înafara clopotului de la Biserică, un drum asfaltat lung aproximativ 3,5 km, iluminat stradal cu led, rețea de apă și canalizare, programe TV și internet prin fibră optică.  
Locuitorii satului sunt oameni harnici și gospodari, care păstrează tradițiile, care cresc animale și lucrează pământul (pe lângă serviciul pe care îl au). Majoritatea sunt de naționalitate slovacă, dar există și familii mixte cu români și maghiari.

## Istorie
Localitatea a fost înființată la începutul secolului al XX-lea, o dată cu stabilirea a șapte familii slovace din Făgetu, Sălaj.
Prima atestare documentară a Foglașului este din anul 1916.
Activitățile principale ale locuitorilor au fost de a lungul secolului legate de sfera agrară, dar și de extragerea cărbunelor, in special din zona Vâlcelele, incepută la sfârșitul secolului al XIX-lea și terminată în anii '90. Din 1962, o dată cu descoperirea zăcămintelor de petrol din zonă, industria petrolieră a ocupat și ea o parte din activitățile oamenilor.

## Pădurea Frumoasa
Satul Foglaș este așezat de-a lungul pădurii Frumoasa, care se extinde pe o lungime de 4 km între localitățile Varviz și Dolea. Vegetația este în mare parte populată de ceri și stejari. 
Teritoriul pădurii a aparținut abației din Melk, Austria până în 1948, an în care aceasta a fost tăiată și alți copaci au fost plantați în locul celor bătrâni. 
În timpul funcționării minei de la Vâlcelele, care se extindea subteran până la padure, aceasta a găzduit niște ventilatoare de aerisire a galeriilor.

#### Imagini aeriene

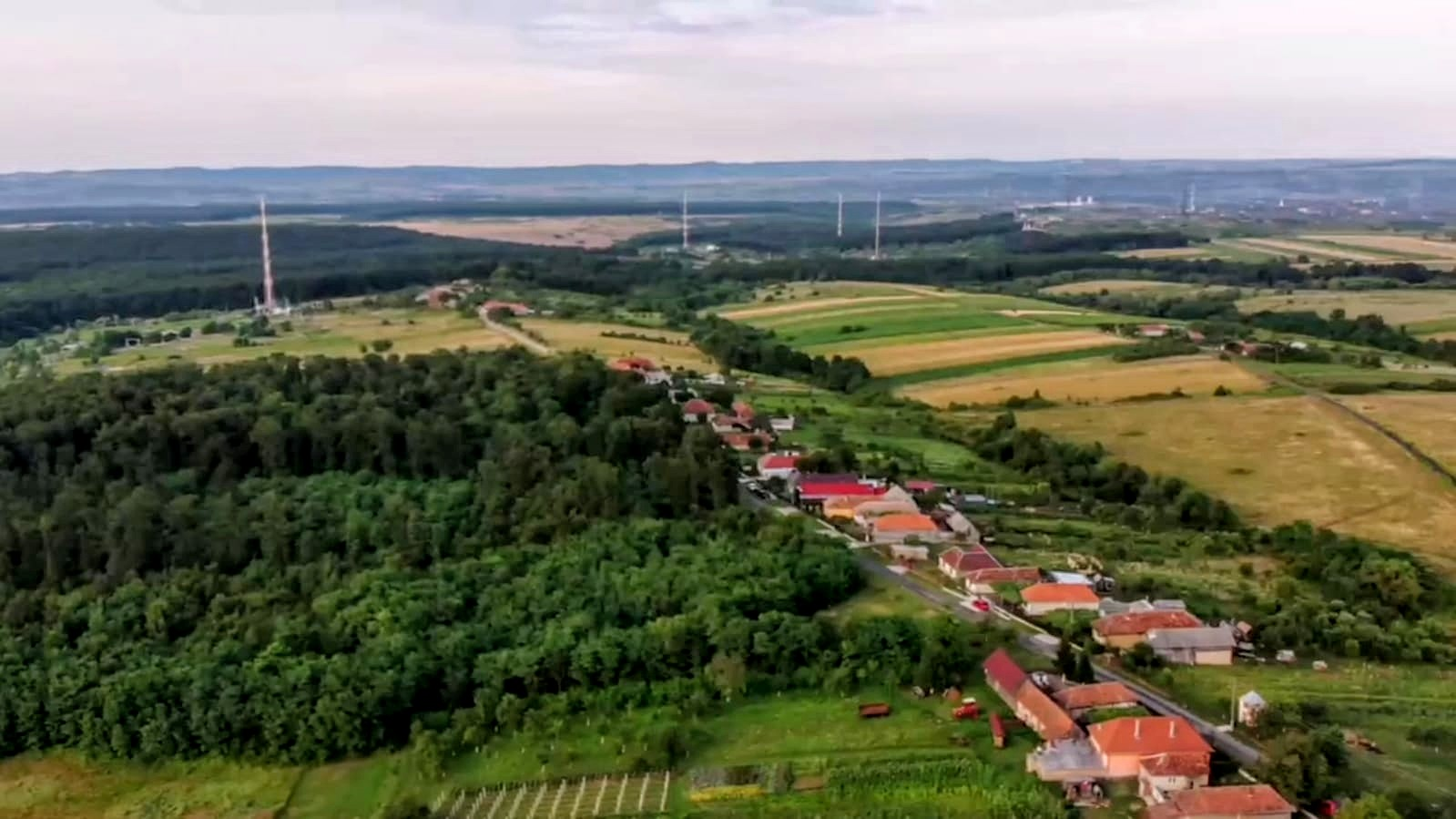
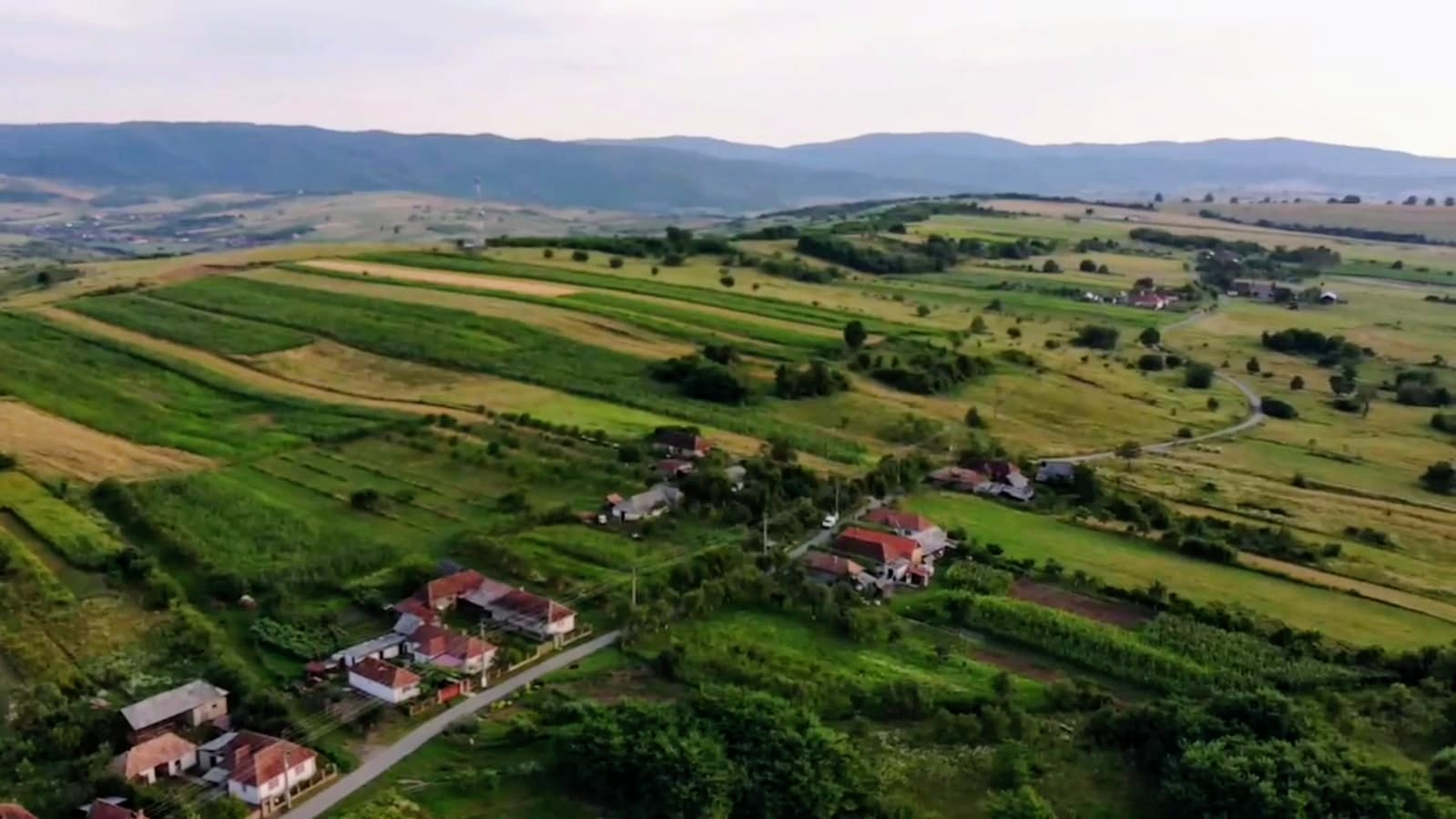

#### Cantonul pădurii Frumoasa

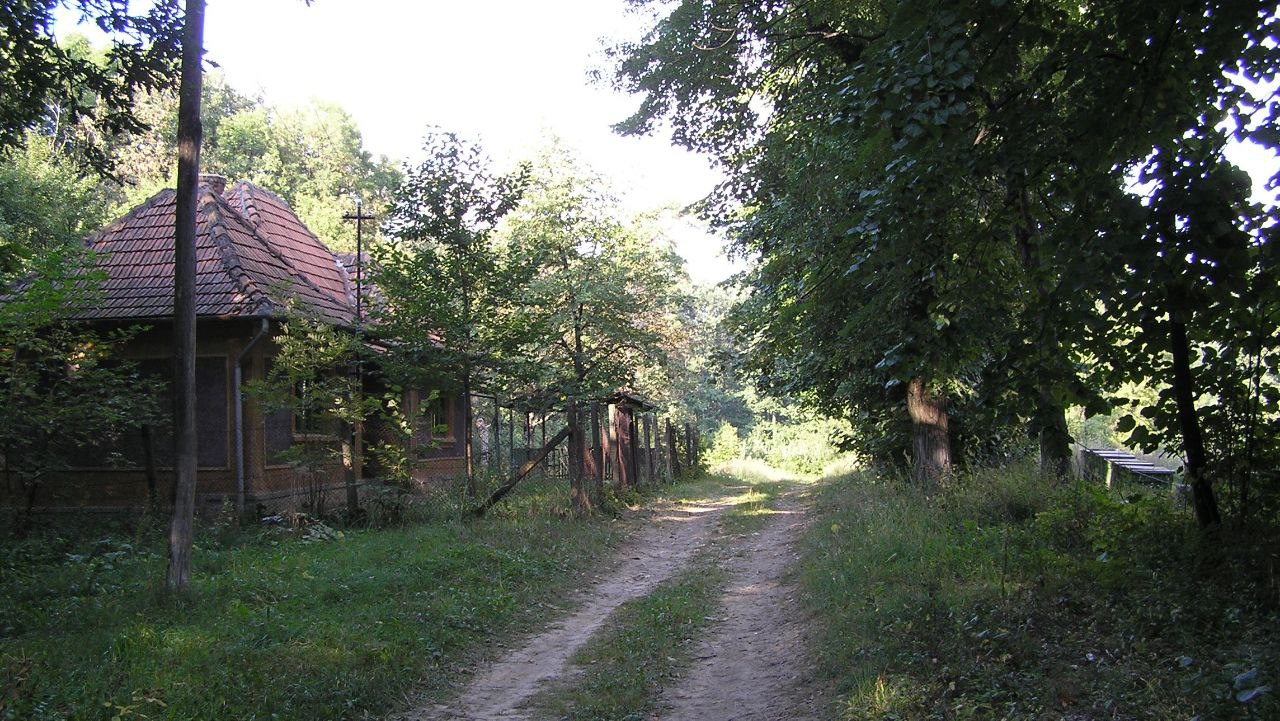
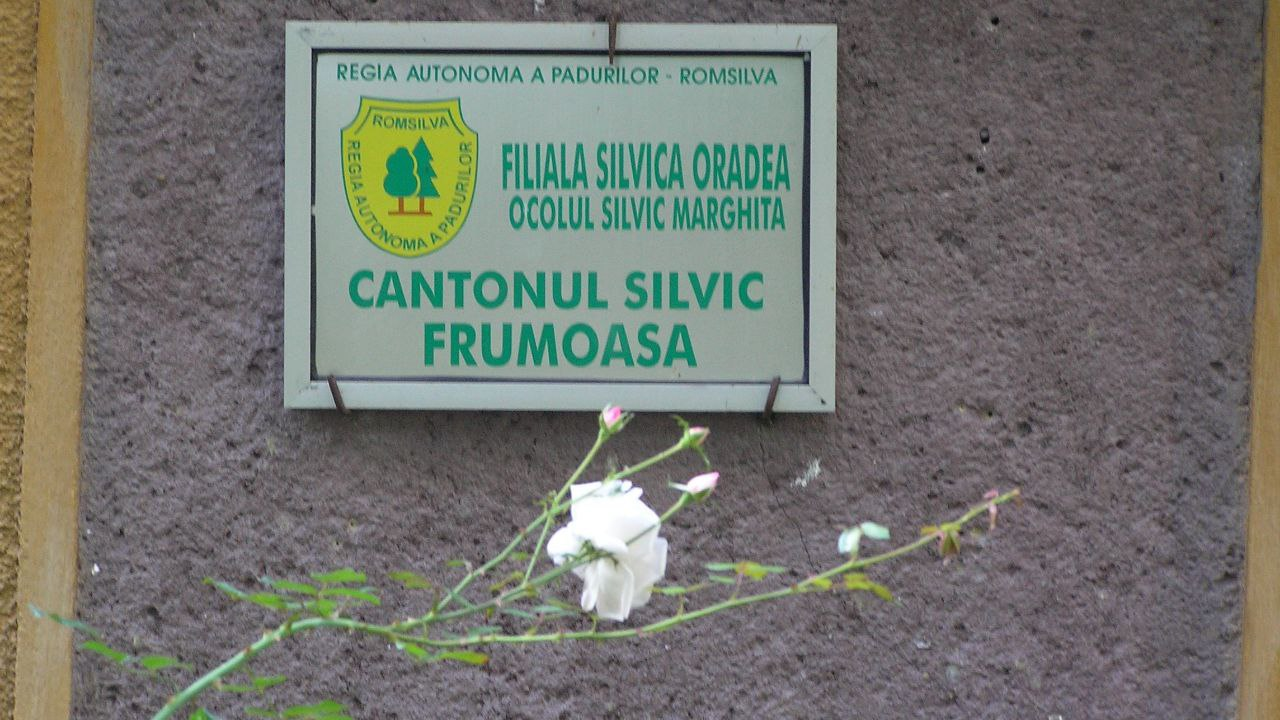